# Filippo Saglimbeni

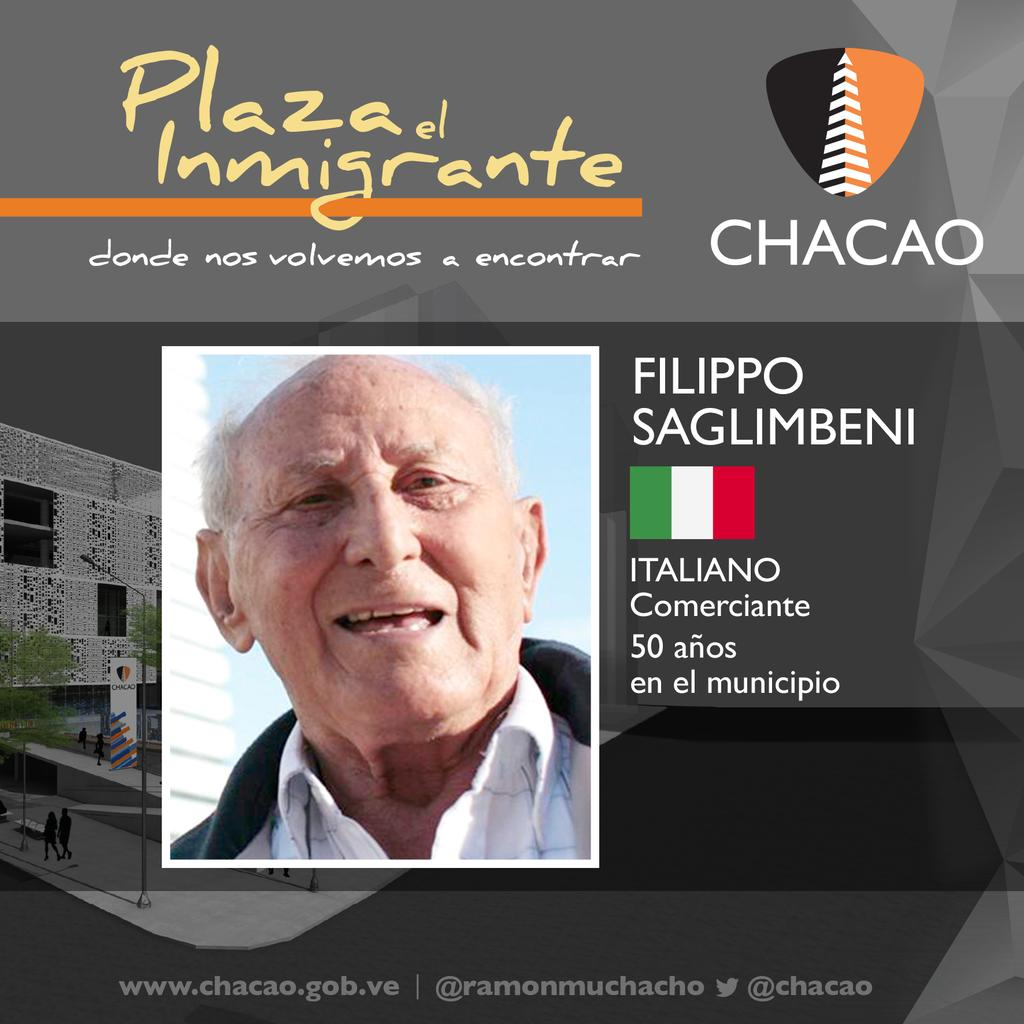
Patrimonio cultural de Chacao en 2007

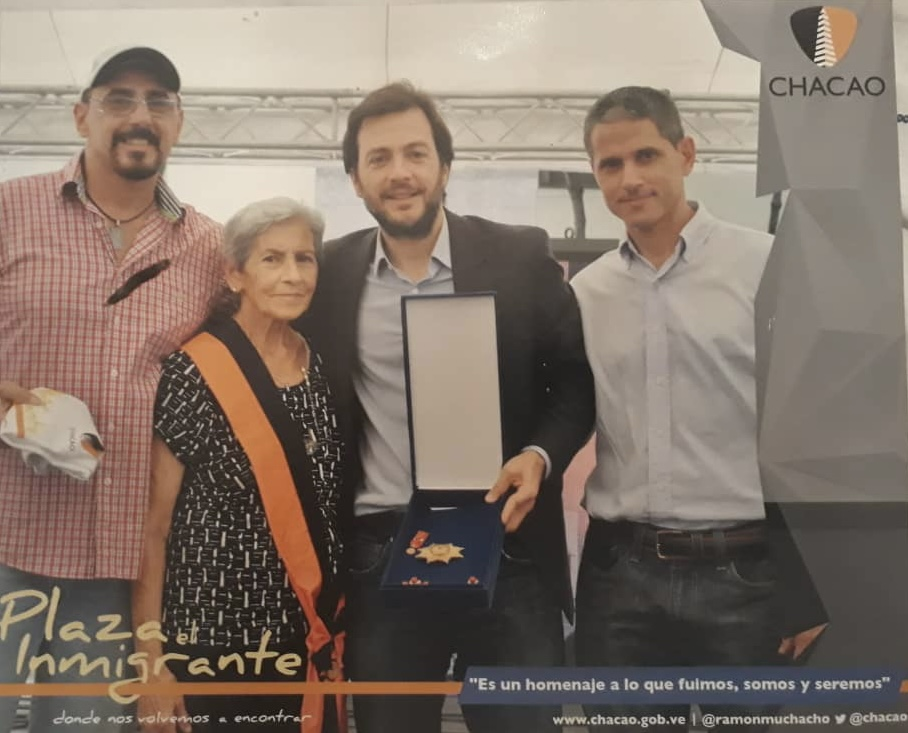
Ramón Muchacho junto con Carmela Costa, esposa de Filippo Saglimbeni, y sus hijos Antonio(a la derecha del todo) y Franco (a la izquierda del todo).

Filippo Saglimbeni (nacido como Filippo Saglimbeni Occhino, 23 de noviembre de 1925 en Limina, Italia) fue un inmigrante italiano en Venezuela. Es conocido por introducir el perro caliente a la ciudad de Caracas en el 1952. Año en el que estableció su puesto de perros calientes en la Plaza Francia de Altamira, donde trabajó ininterrumpidamente hasta su fallecimiento en 2014.

## Biografía

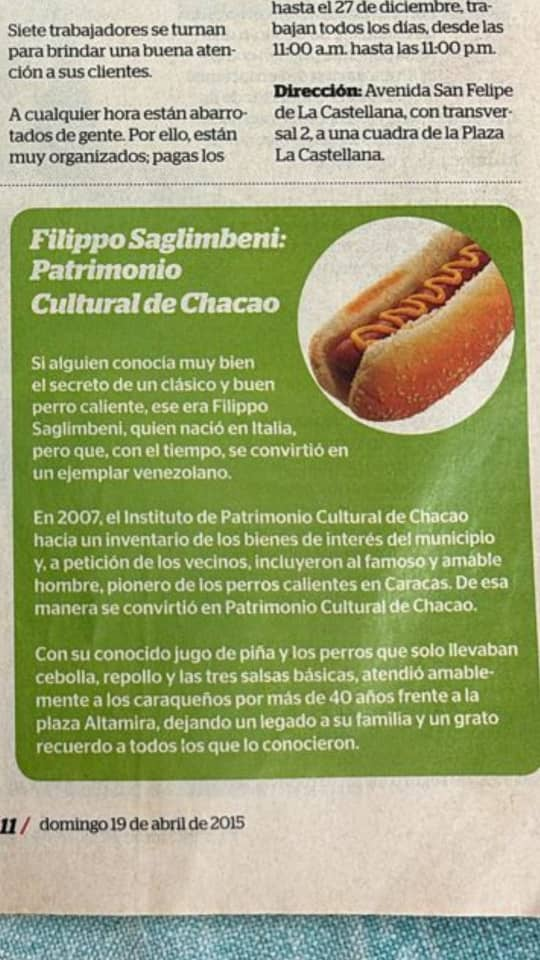

Durante la Segunda Guerra Mundial huyó de Italia en barco, buscando refugio en Venezuela. Saglimbeni adaptó el perro caliente a los gustos locales, popularizando un modelo de negocio que inspiró a emprendedores en el país. También vendía hamburguesas elaboradas por su esposa Carmela. Su puesto se destacó por su famoso jugo de piña, atención personalizada y carisma, convirtiéndose en un símbolo de la vida caraqueña. Generaciones de caraqueños disfrutaron de sus famosos perros calientes en su icónico puesto en Caracas. 

### Legado y continuidad
A principios de los 70, Saglimbeni incorporó al negocio a su cuñado Filippo Costa. También se hicieron cargo del negocio su hijo Franco y Antonio Saglimbeni.
Sin embargo, la crisis económica y social que afectó a Venezuela en 2017 impactó profundamente el negocio, obligándolos a cerrar el puesto. A pesar de esto, el legado de los Saglimbeni sigue presente en la memoria de los caraqueños, quienes los recuerdan como pioneros de la comida rápida en Venezuela.

## Patrimonio Cultural de Chacao
En el año 2007, el Instituto del Patrimonio Cultural (IPC) de Venezuela declaró a Filippo Saglimbeni Patrimonio Cultural Viviente del municipio Chacao, como parte del I Censo del Patrimonio Cultural Venezolano. Este reconocimiento destaca a personas o manifestaciones que, por su relevancia histórica, identidad local o continuidad cultural, forman parte fundamental del acervo colectivo venezolano.

## Actualidad
En la actualidad, desde el cierre del negocio en el año 2017, Filippo Costa, cuñado del fallecido Filippo Saglimbeni, reside en Miami, donde maneja por separado un puesto de perros calientes inspirado en el tradicional carrito de la Plaza Francia. Esta continuidad ha generado cierta confusión entre ambos, ya que muchas personas creen erróneamente que Costa fue quien recibió el reconocimiento oficial. Sin embargo, quien fue declarado Patrimonio Cultural Viviente del Municipio Chacao en 2007 fue Filippo Saglimbeni, en vida, como homenaje a su papel pionero en la gastronomía callejera y su aporte a la identidad cultural caraqueña. Aunque los dos han sido figuras muy queridas por generaciones, y compartieron gran parte de esa historia, el reconocimiento patrimonial fue otorgado exclusivamente a Saglimbeni, por impulsar el negocio y dejar su huella en la cultura caraqueña.